# Viking Björk
Viking Olov Björk (Sunnansjö, 3 december 1918 - Danderyd, 18 februari 2009) was een Zweeds hartchirurg.
Samen met de Amerikaanse ingenieur Donald Shiley, ontwikkelde hij in 1968 de eerste "monostrut schijfklep" om de hartklep van de aorta te vervangen. De Bjork-Shiley-hartklep werd geproduceerd door  Pfizer, nadat deze het bedrijf van Shiley in 1979 hadden overgekocht. Dr. Björk dreigde er in 1980  bij Pfizer mee om een aantal, dikwijls fatale, mankementen aan de kleppen bekend te maken, tenzij er verbeteringen werden aangebracht. Dit leidde tot een lange rechtszaak, waarna alle bestaande kleppen werden teruggenomen en Pfizer $20 miljoen schadevergoeding diende te betalen.